# Jakub Jan Trautzl
Jakub Jan Trautzl, také Jakob Jan, řádovým jménem Jacobus, pseudonym Sapúto (22. února 1749 Židovice – 27. června 1834 Osek) byl český římskokatolický kněz, řeholník řádu cisterciáků, varhaník, hudební skladatel, spisovatel a pedagog.

## Život
Narodil se, v dnes již zaniklé obci Židovice u Mostu, v rodině domkáře. Měl neobyčejný hudební talent. Ještě před vstupem do oseckého kláštera hrál na flétnu, housle, hoboj, fagot, violoncello, kontrabas, klavír a varhany. Do kláštera vstoupil roku 1770. Od roku 1776 studoval teologii v Praze na cisterciácko-premonstrátském Studiu generale. Studium zakončil roku 1778 zkouškami a disputací z obecné historie. Téhož roku byl vysvěcen na kněze a vrátil se do Oseka.

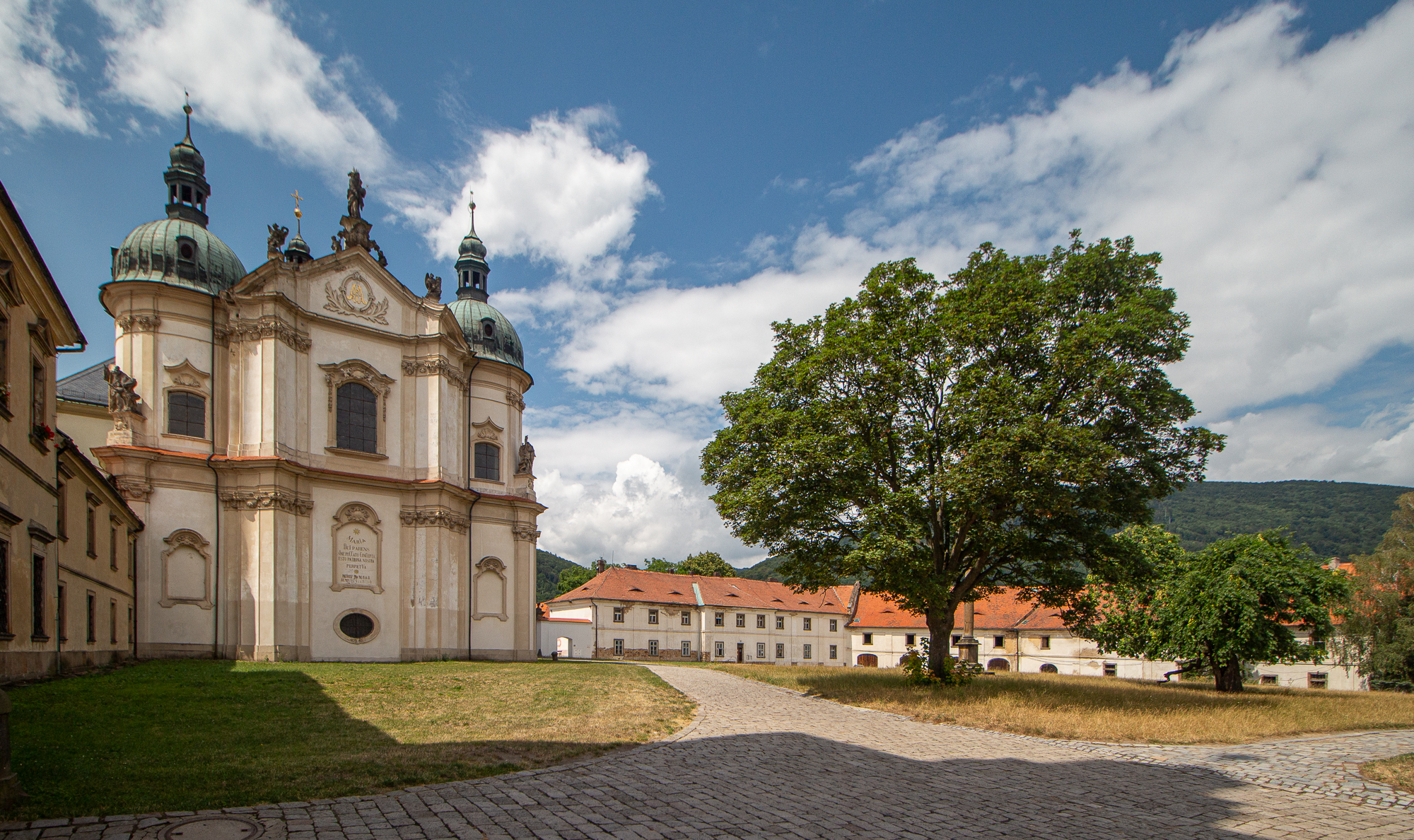
Cisterciácký klášter v Oseku

Klášter plně využil jeho hudebního talentu. Prvních pět let byl sukcentorem a věnoval se chrámovému sboru. V roce 1782 složil novoroční operu Operetta pro novo anno k oslavě obnovení provozu osecké školy. Na základě úspěšného uvedení byl jmenován ředitelem kůru. Tuto funkci pak vykonával následujících 50 let s výjimkou roku 1808, kdy vyučoval matematiku a přírodní vědy na gymnáziu v Chomutově.
Byl to člověk všestranně talentovaný a měl neobyčejně široké spektrum zájmů. Věnoval se přírodním vědám, matematice, fyzice, geografii, botanice, ale i rébusům a šifrám. Velmi činný byl i na poli literárním. Napsal několik rozsáhlých básnických skladeb a mnoho drobnějších textů a libret ke svým kantátám a písním. Napsal přehled dějin oseckého kláštera a věnoval se soupisu (inventáři) oseckého archivu hudebnin. Neobyčejný význam mají jeho deníky (Trauzlova diária) z let 1807–1821, které mají na tisíc stran.
Zemřel v roce 1834 jako senior kláštera a jubilejní kněz. O jeho odkaz pečuje spolek Trautzlova umělecká společnost pod uměleckým vedením Plk. Mgr. Jana Zástěry, který se popularizaci jeho odkazu věnuje v rovině badatelské i aktivním uváděním jeho děl.

## Dílo
Hudba v oseckém klášteře hrála významnou roli jako součást liturgie, ale kromě toho se v tomto klášteře mimořádným způsobem rozvíjela i neliturgická duchovní hudba a také tvorba čistě světská. Z Trautzlova díla se dochovalo šedesát sedm skladeb. Jsou to jak drobné skladbičky, tak i velké mše, rozsáhlé kantáty, oratoria, cykly klavírních sonát a komorní hudba i pro neobvyklé nástrojové sestavy.
Některé významné skladby:
- Operetta pro novo anno
- Saul
- Miserere
- Abel
- Pantomia de Abraham
- Menschenalter (klavírní cyklus)